# Kościół Mariacki w Sigtunie
Kościół Mariacki w Sigtunie (szw. Mariakyrkan, Sigtuna) – kościół położony w Sigtunie, region terytorialny Sztokholm, region historyczny Uppland. Kościół parafialny szwedzkiego kościoła ewangelicko-luterańskiego w parafii Sigtuna w diecezji Uppsala.
Najstarszy z kościołów Sigtuny, który jest nadal czynny. Zarazem jedyny z dominikańskich kościołów Szwecji, który przetrwał do naszych czasów i jest nadal czynny (choć już nie jest kościołem klasztornym).
Kościół ma status zabytku sakralnego według rozdz. 4 Kulturminneslagen (pol. Prawo o pamiątkach kultury) ponieważ został wzniesiony do końca 1939 (3 §).

## Historia

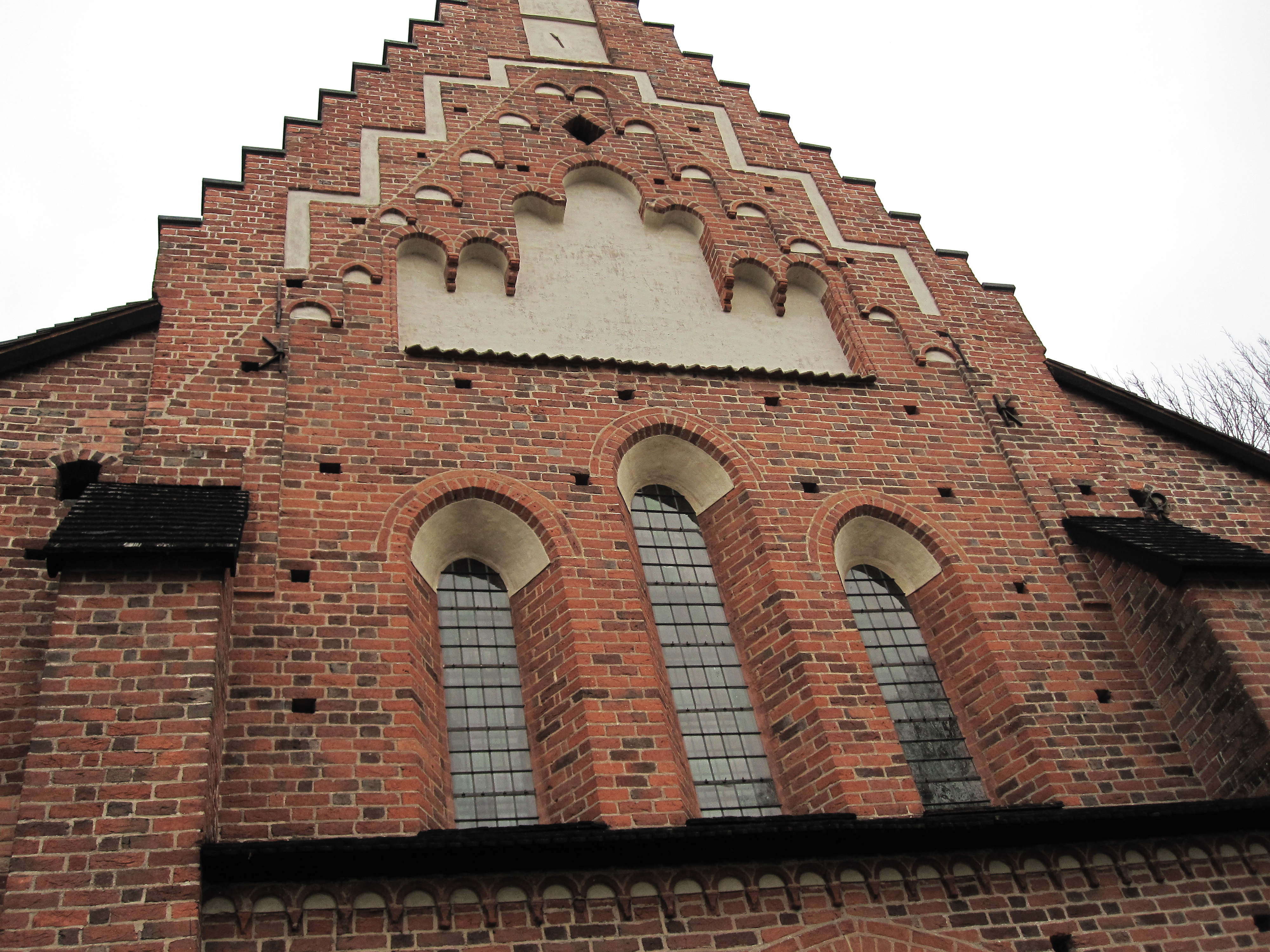
Fasada zachodnia – dekoracyjny szczyt.

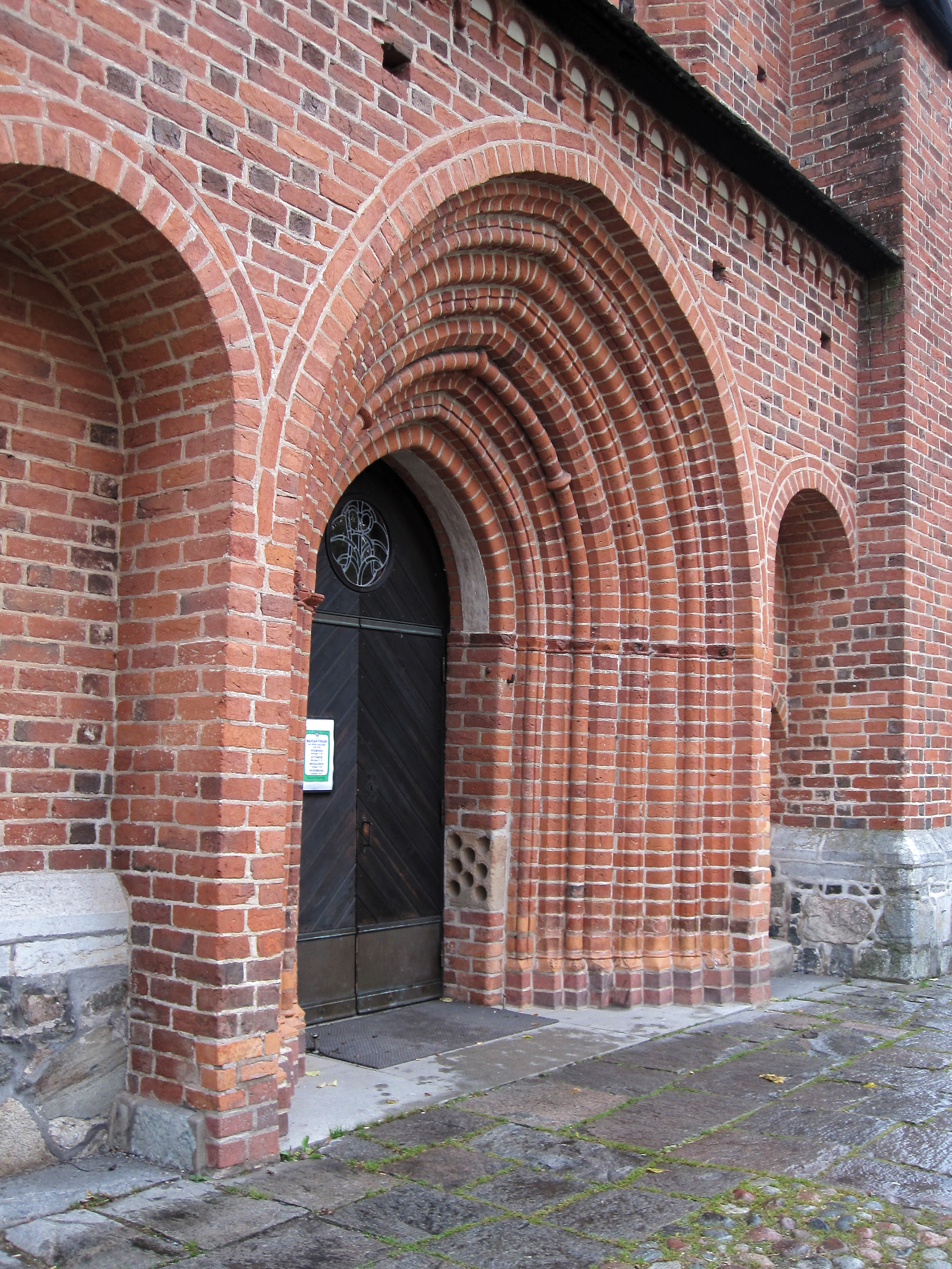
Fasada zachodnia – portal.

Budowę trzynawowego kościoła pod wezwaniem Najświętszej Marii Panny rozpoczął zakon dominikanów w latach 30. XIII w. Późną jesienią 1247 konsekrowano kościół, pomimo że ukończone było jedynie prezbiterium. Cały kościół ukończono ok. 1255; w tym samym roku pochowano w nim arcybiskupa Jarlera. Nisza z jego nagrobkiem znajduje się przy północnej ścianie prezbiterium. Nagrobek w formie niszy stanowił niezwykły typ grobu w szwedzkiej architekturze sakralnej.
Kościół Mariacki był pierwszym w Upplandzie i jednym z pierwszych ceglanych kościołów na terenie Szwecji a zasługą dominikanów jest upowszechnienie w tym kraju cegły jako surowca budowlanego. Przedtem używano kamienia polnego, czego dowodem są ruiny kościołów św. Olafa i św. Piotra w samej Sigtunie.
Po 1280 przebudowano kościół. Pojawiła się w nim zakrystia. Sklepienia nawy głównej zastąpił płaski, ceglany strop, co było nowością w stosunku do innych kościołów, w których budowano stropy drewniane. Nadbudowano mury zewnętrzne i podniesiono dach, który pokryto ok. 1289 miedzią; fundatorem pokrycia był król szwedzki Magnus I Ladulås. Dach ten został zniszczony w następnych stuleciach.
Podczas reformacji w 1530 król Gustaw I Waza, który ogłosił przyjęcie przez Szwecję luteranizmu, nakazał zniszczenie klasztoru dominikanów oraz wielu innych kościołów. Kościół Mariacki ocalał i stał się kościołem parafialnym. Pochodzące z rozebranego klasztoru cegły król wykorzystał jako materiał budowlany do wzniesienia swojego zamku. 
W XVII–XIX w. w kościele wykonywano jedynie remonty. W 1641 kościół znajdował się w tak złym stanie, iż rząd szwedzki zobowiązał parafię do jego renowacji. Z tego okresu pochodzi ambona.
Większa restauracja miała dopiero miejsce w latach 1904–1905; wydobyto wówczas średniowieczne malowidła i dokonano ich konserwacji i uzupełnień.
W latach 1966–1971 dokonano modernizacji kościoła przystosowując jego wnętrze do wymogów współczesnej liturgii protestanckiej.

## Architektura
Kościół Mariacki jest trzynawową gotycką bazyliką, chociaż prezbiterium wykazuje jeszcze cechy romańskie. W budowli zawarty w nim został dominikański ideał architektury sakralnej XIII w. Widoczne jest to zwłaszcza w zachodniej fasadzie z głębokim, uskokowym, bogato profilowanym portalem, gotyckimi oknami i misternie dekorowanym szczytem, którego nisze pomalowano na biało, w celu kolorystycznego skontrastowania z czerwienią cegieł. Kościół Mariacki stanowił inspirację architektoniczną również dla kościołów kamiennych budowanych w Upplandzie. 
Wnętrze kościoła jest nieotynkowane, jedynie spoiny między cegłami pomalowano dla kontrastu na biało.

## Wyposażenie

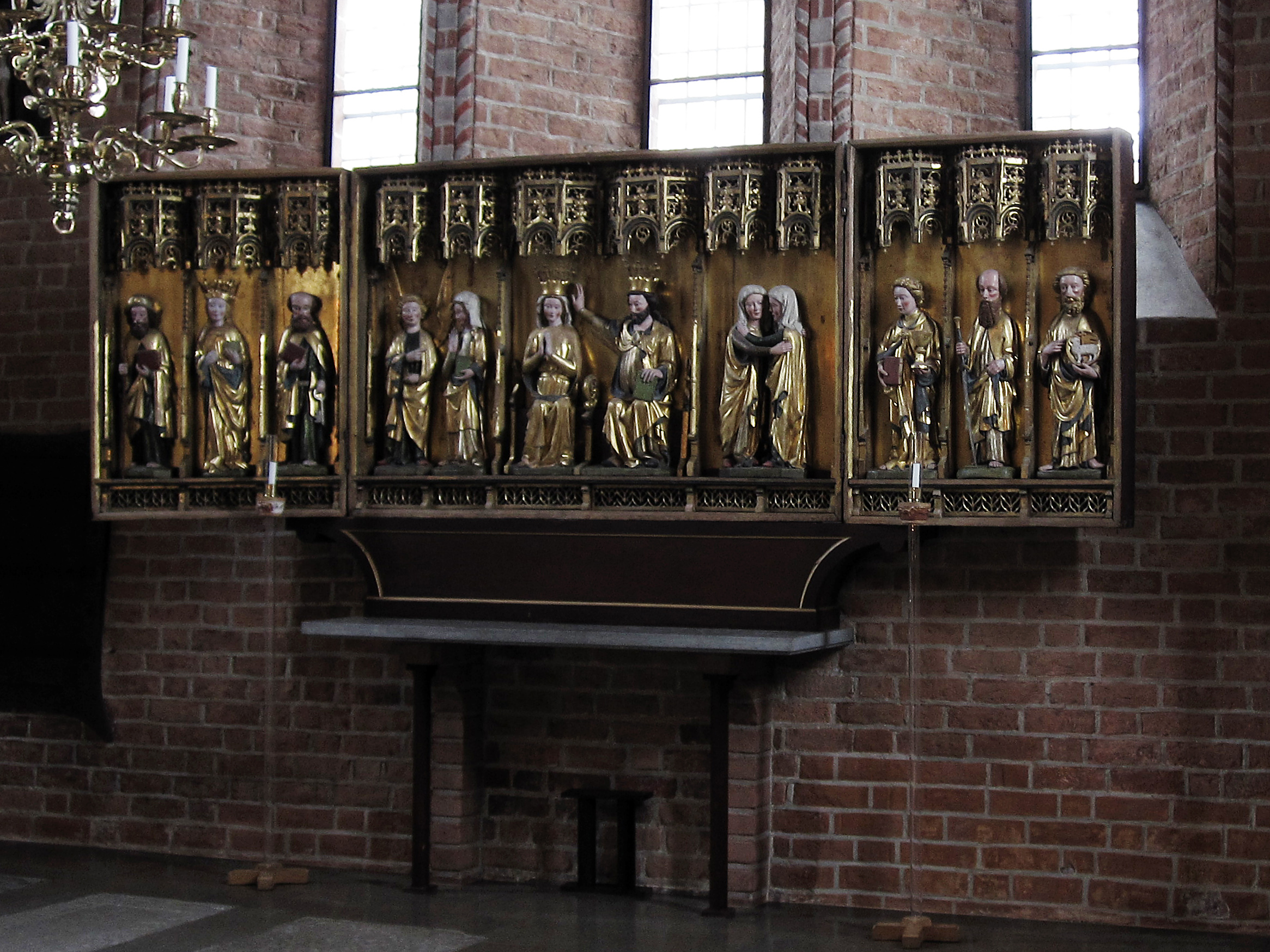
Ołtarz główny.

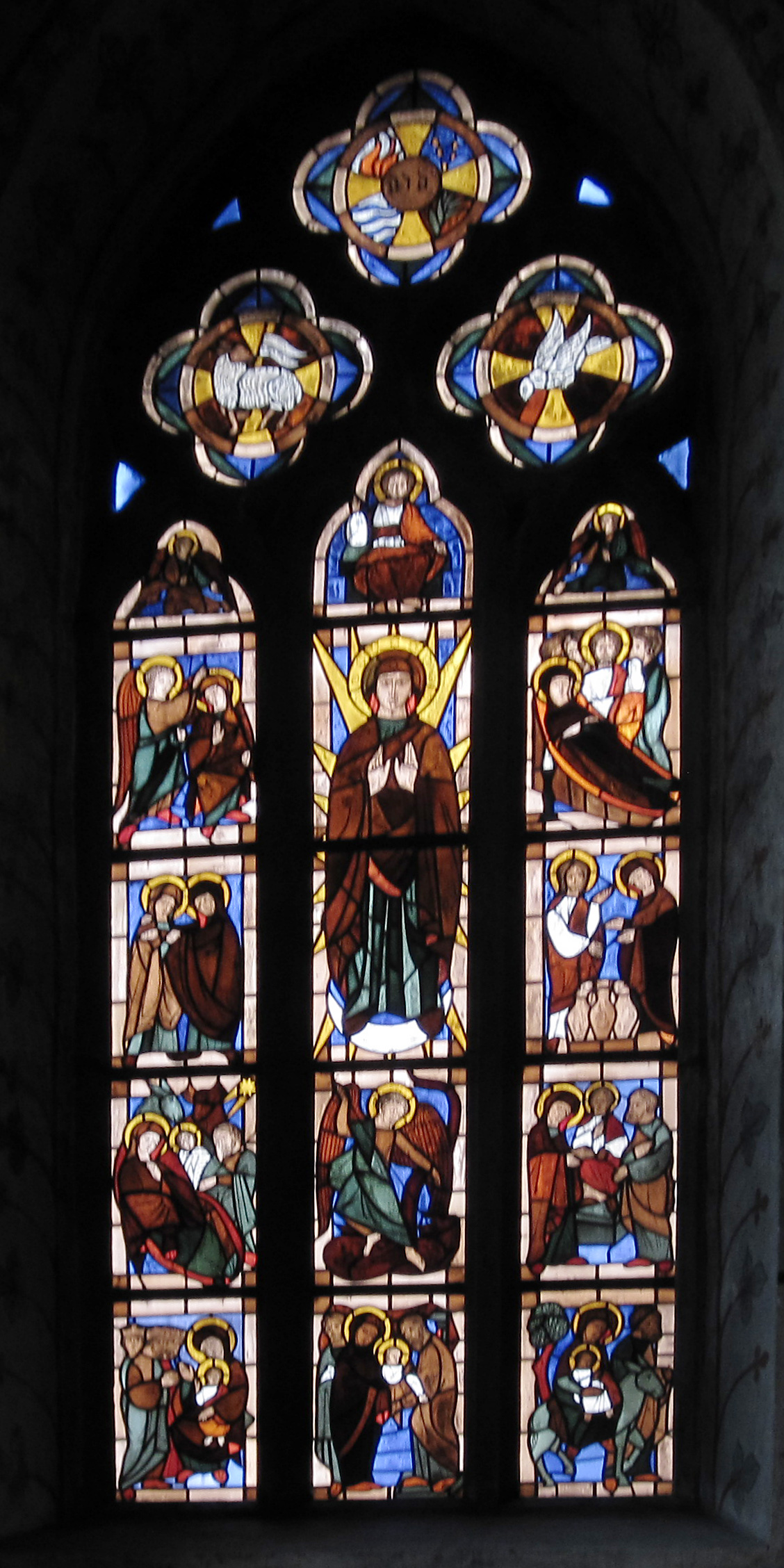
Witraż w oknie nad ołtarzem głównym.

- Pozłacany, późnogotycki ołtarz główny w typie poliptyku jest poświęcony Najświętszej Marii Pannie, patronce kościoła. Część centralna przedstawia jej koronację na Królową kościoła. Tematem scen na skrzydłach bocznych jest Zwiastowanie i Nawiedzenie Najświętszej Maryi Panny. Cały ołtarz wypełniają pozłacane figury: św. Jakuba Apostoła, św. Katarzyny Aleksandryjskiej, św. Piotra, św. Jana Ewangelisty i św. Jana Chrzciciela. Najstarsze figury pochodzą z XIV w. Cały ołtarz uzyskał swój ostateczny kształt w poł. XV w. Ołtarz powstał w północnych Niemczech.
- Poliptyk boczny powstał w Szwecji (być może w Sigtunie) ok. XV w. Lewe skrzydło poliptyku przedstawia św. Eryka, św. Barbarę i św. Piotra, część centralna – św. Marię Magdalenę i Ukrzyżowanie z Maryją po lewej oraz św. Janem Ewangelista i św. Olafem po prawej stronie. Na prawym skrzydle przedstawieni są: św. Paweł, św. Katarzyna Aleksandryjska i św. Jakub Apostoł.
- Ambona pochodzi z 1647 i ukazuje Chrystusa jako Zbawiciela świata. Otaczają go czterej ewangeliści i św. Piotr.
- Krucyfiks triumfalny, zawieszony w łuku tęczowym, jest wyrobem rodzimym. Figura na nim pochodzi z ok. 1500.
- Chrzcielnica w prezbiterium pochodzi z ok. 1200, jest więc starsza niż kościół. Być może znajdowała się pierwotnie w jednym z pobliskich kościołów, będących obecnie w stanie ruiny.
- Wytworne nisze grobowe dwóch biskupów: Jarlera (zm. 1255) i Petrusa Filipssona (zm. 1341).
- Figura założyciela zakonu dominikanów, św. Dominika na ścianie prezbiterium.
- Popiersie św. Katarzyny.
- Witraże w oknie prezbiterium nad ołtarzem głównym są dziełem Svena Bertila Svenssona i zostały wstawione w 1983. W części górnej przedstawione są obrazy, które symbolizują Trójcę Świętą natomiast tematem części dolnej jest życie Maryi. Z tego powodu okno bywa nazywane oknem Mariackim.

- W południowej nawie prezbiterium stoją organy zbudowane przez zakład organmistrzowski Åkerman och Lund. Za nimi znajduje się kamień, tzw. Rickebystenen z XIV w. Na ścianie południowej umieszczono szereg średniowiecznych rzeźb drewnianych.

- Na emporze zachodniej znajdują się organy główne z prospektem z 1747. Organy te poddano gruntownej renowacji i przebudowie. Na jesieni 2000 miała miejsce ich ponowna inauguracja. Organy te mają obecnie 24 głosy (stare i nowe) i podzielone są na 2 manuały i pedał. Na stropie powyżej organów znajduje się malowidło z XV w., zwane Nådastolen, przedstawiające Boga Ojca tronującego na łuku tęczy, trzymającego w rękach Ukrzyżowanego Jezusa, nad którego głową unosi się gołębica Ducha Świętego.